# Apocalyps van Angers
De Apocalyps van Angers is een reeks van zes wandtapijten uit het eind van 14e eeuw, die in de loop der tijd ernstig is verminkt en deels verloren gegaan. Lodewijk I, hertog van Anjou, bestelde de zes tapijten kort na 1373. Voor het ontwerp stelde Lodewijks broer, koning Karel V van Frankrijk, diens hofschilder Jan Boudolf beschikbaar. Boudolf maakte de modello's waarop vervolgens de kartons (voorbeeldtekeningen op ware grootte) werden vervaardigd, die de wevers gebruikten. In 1379 waren vijf tapijten gereed; het laatste zal kort erna zijn afgeleverd. Ondanks de schade die de tapijten hebben geleden, is de essentie ervan bewaard gebleven. De tapijten zijn volledig van wol gemaakt, zonder gouddraad. Oorspronkelijk was het een reusachtig ensemble dat bij elkaar zo'n 6 bij 140 meter groot was. Om de resterende fragmenten te kunnen tentoonstellen is in 1954 een aparte galerij op het terrein van het Kasteel van Angers gebouwd.

## Voorstelling

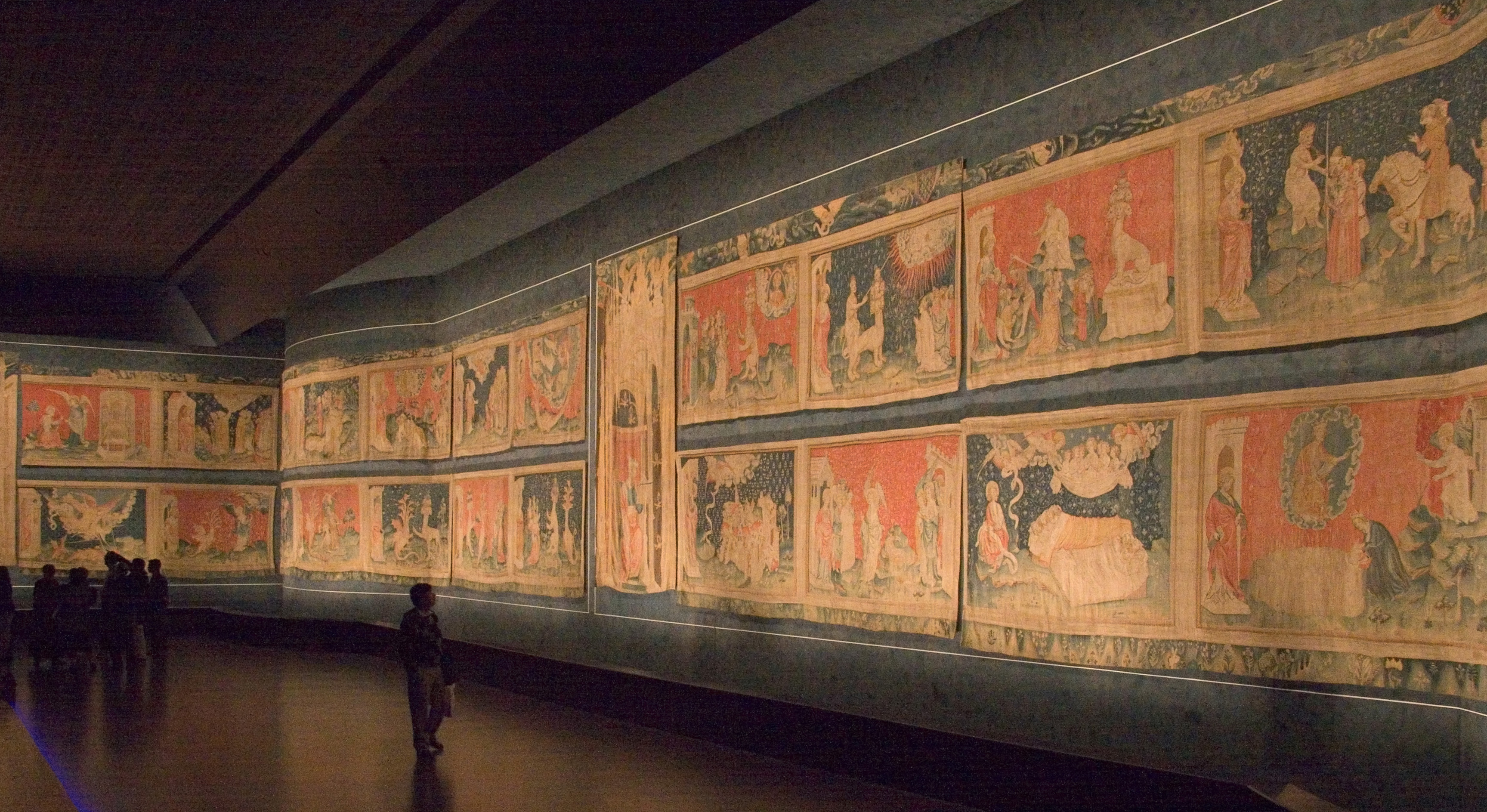
Apocalyps van Angers, de restanten van het derde en vierde tapijt.

De tapijtreeks beeldt de Openbaring van Johannes uit in 84 taferelen. Elk tapijt bestaat uit tweemaal zeven taferelen die worden voorafgegaan door een grote afbeelding van een zittende persoon die in een boek leest en die in de Franse kunsthistorische literatuur lecteur ("voorlezer") wordt genoemd. 
De tapijtreeks geeft tevens een beeld van het politieke klimaat ten tijde van de vervaardiging: de Honderdjarige Oorlog tussen Frankrijk en Engeland tussen 1337 en 1453. Het wandtapijt is een weergave van de ravages, veroorzaakt door de oorlog, de razzia's, de pest en de hongersnood.
Boudolf had meerdere geïllustreerde manuscripten tot zijn beschikking om inspiratie op te doen. Dit leverde glasheldere scènes op waarbij monumentale figuren afgebeeld worden tegen een egale of bloemrijke achtergrond, die afwisselend rood of blauw is.

## Reconstructie
De twee afbeeldingen in zwart-wit zijn een reconstructie uit 1902, toen werd verondersteld dat er zeven tapijten waren geweest. In werkelijkheid vormden de fragmenten van tapijten 2 en 3 samen één tapijt.

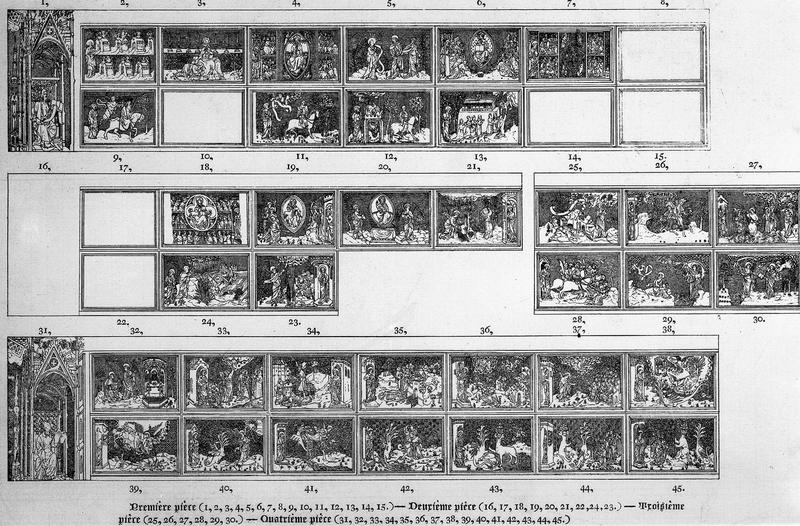
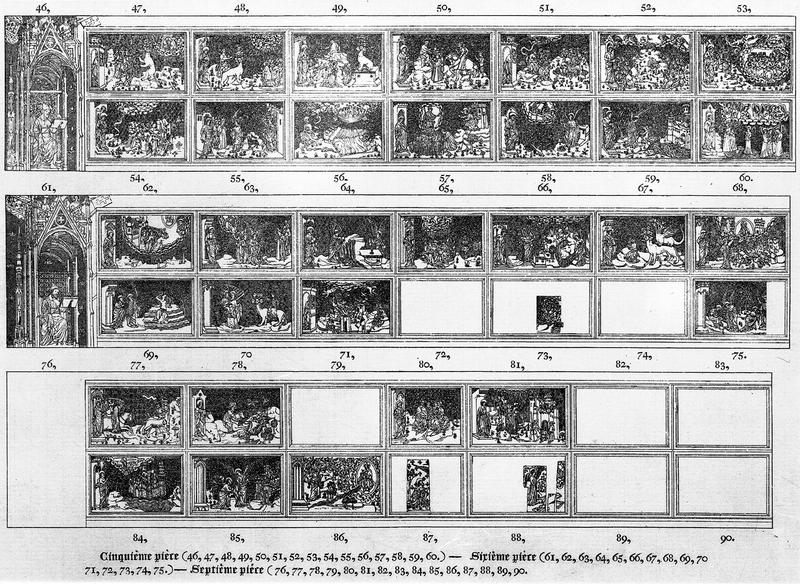

### De voorlezers
De voorlezers van het tweede en het zesde tapijt zijn verloren gegaan.

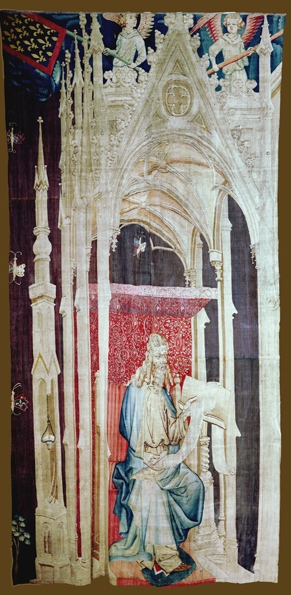
Eerste voorlezer
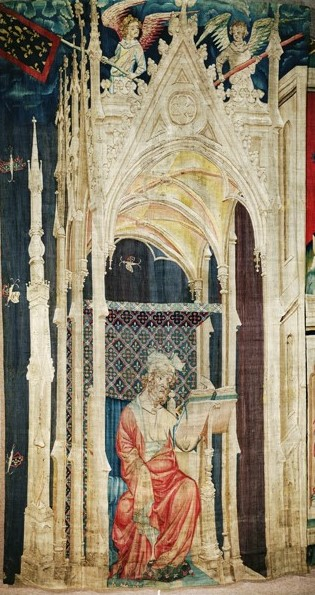
Derde voorlezer
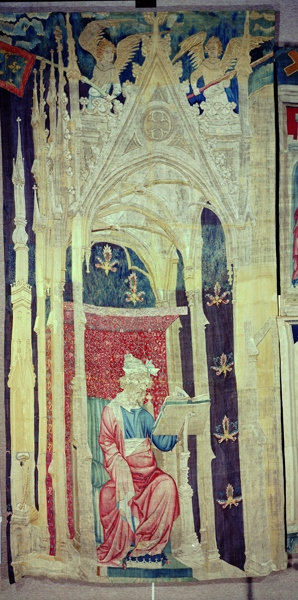
Vierde voorlezer
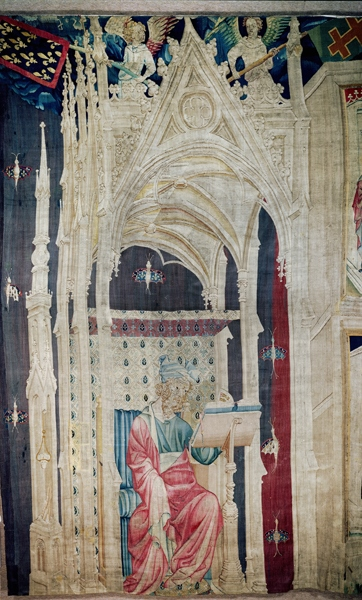
Vijfde voorlezer

### Eerste tapijt: de zeven zegels (Openbaring 1-6)

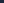
Bovenste rij: Johannes op Patmos
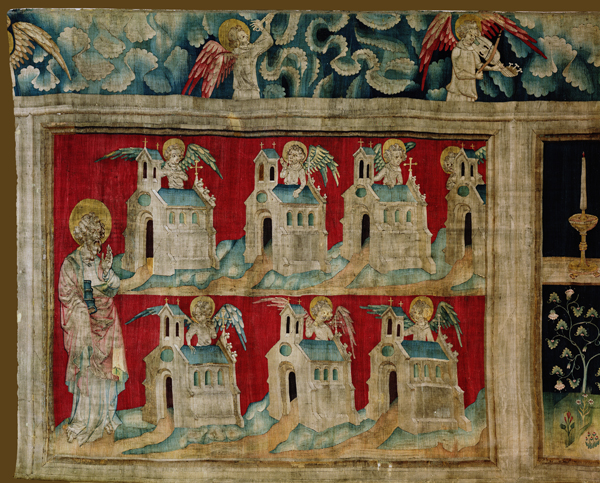
De zeven kerken
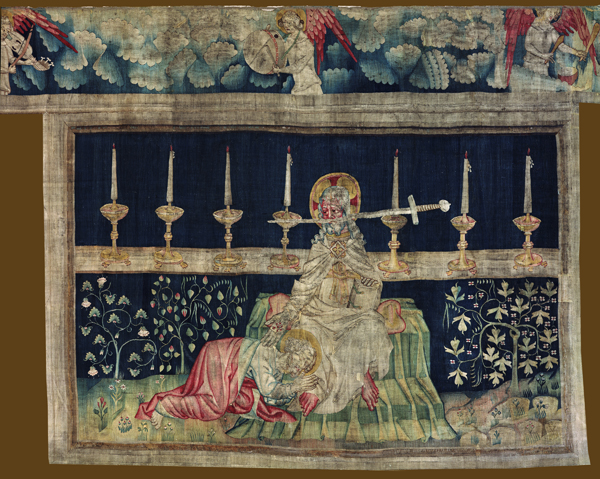
Christus met het zwaard
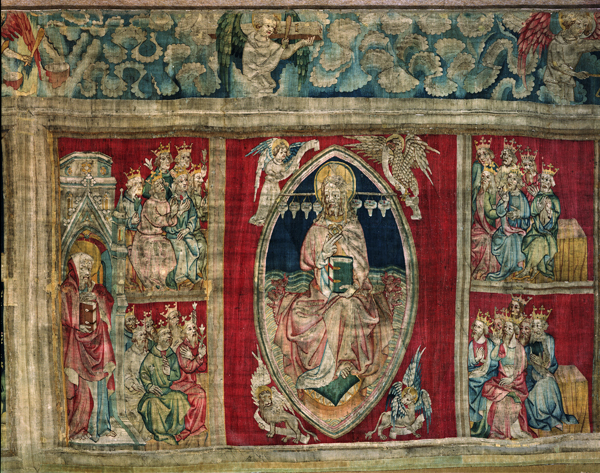
God in majesteit
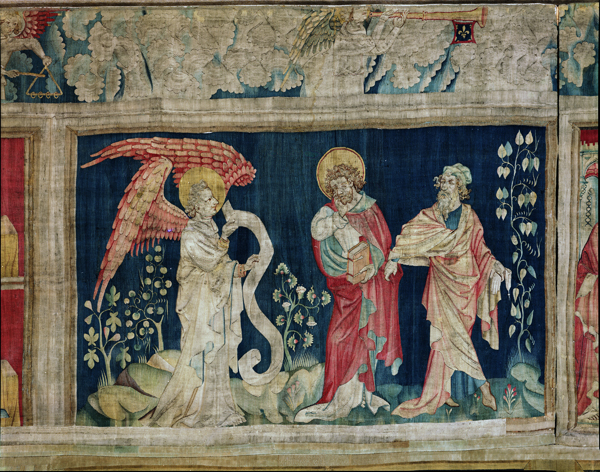
De tranen van Johannes
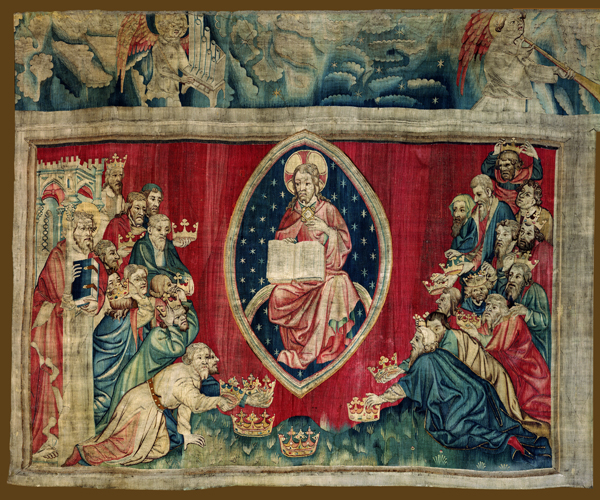
De ouden werpen zich op de grond
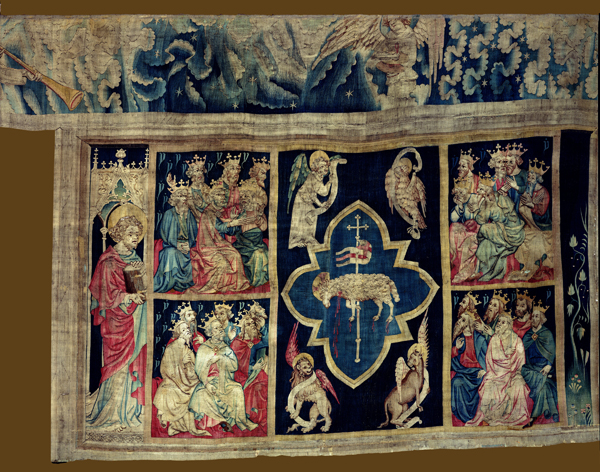
Het geslachte Lam
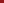
Onderste rij: Alle schepselen
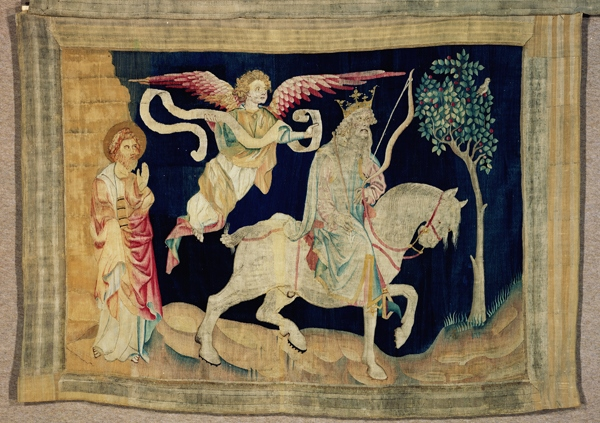
Eerste zegel: het witte paard
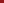
Tweede zegel: het rode paard van de oorlog
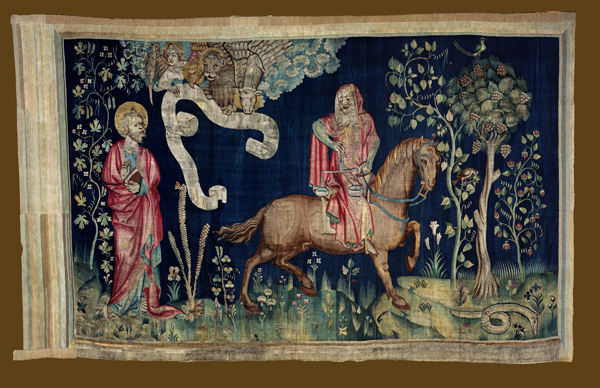
Derde zegel: het zwarte paard van de hongersnood
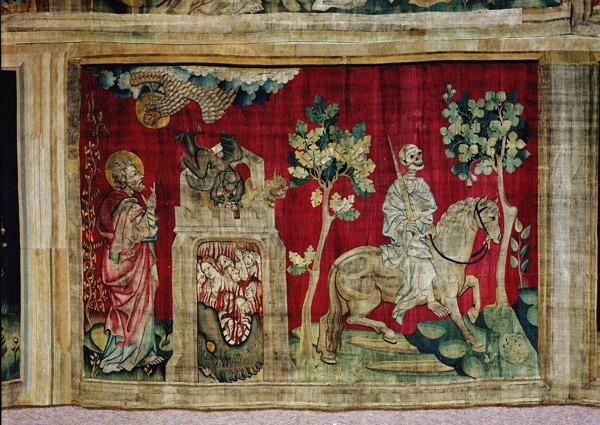
Derde zegel: het vale paard van de dood
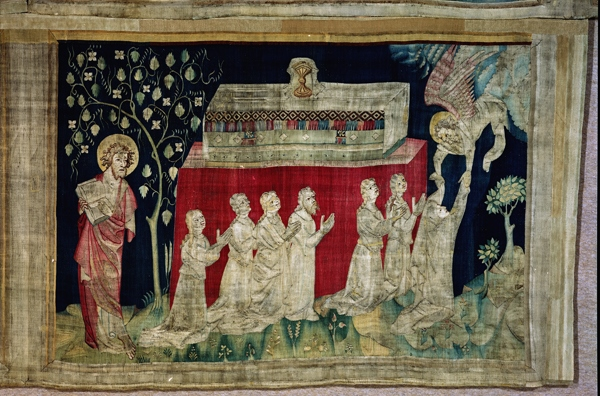
Vijfde zegel: de zielen van de martelaren
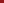
De aardbeving

### Tweede tapijt: de zeven bazuinen (Openbaring 7-10)

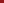
Bovenste rij: De vier windrichtingen
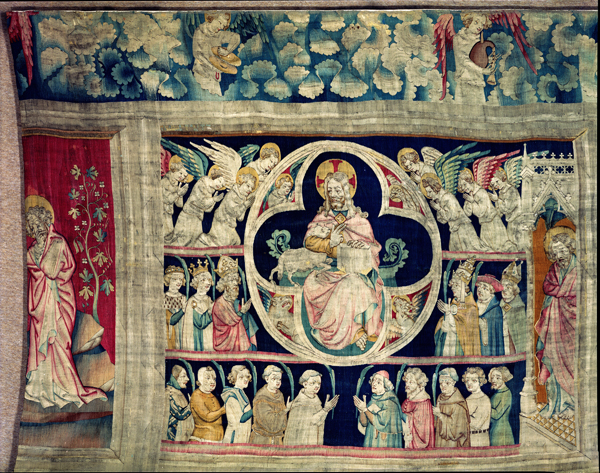
De uitverkorenen
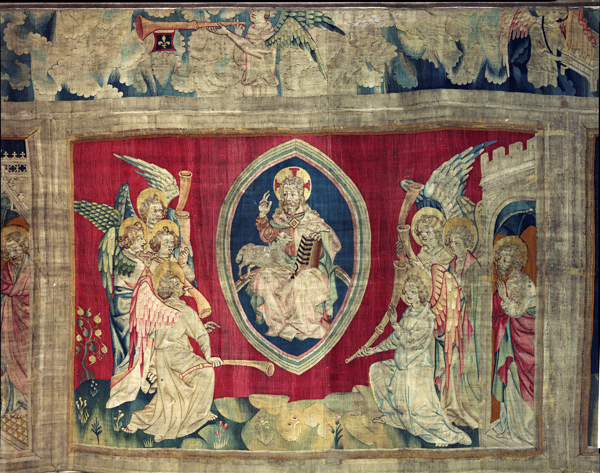
Het zevende zegel: de zeven bazuinen
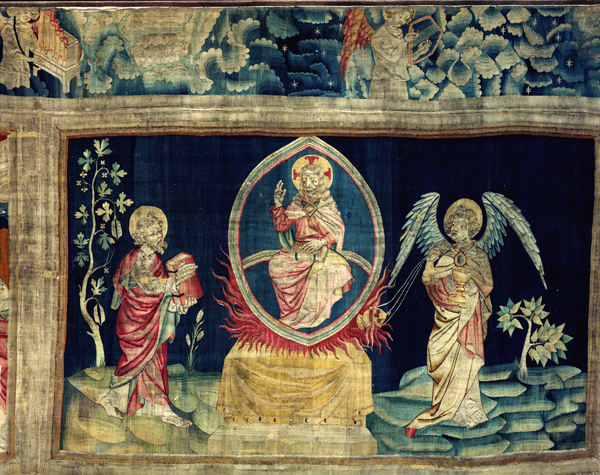
De engel met wierook
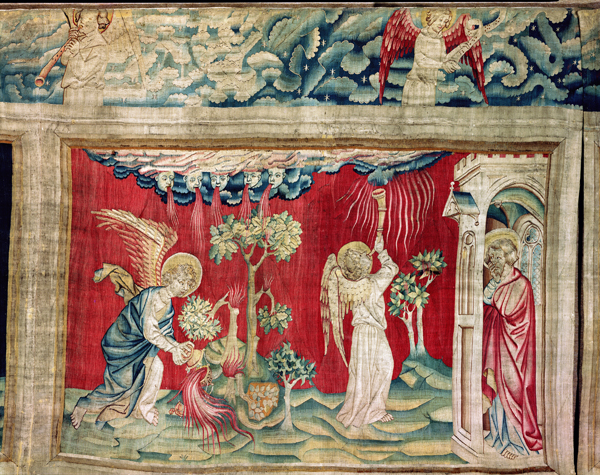
De engel leegt zijn wierookvat
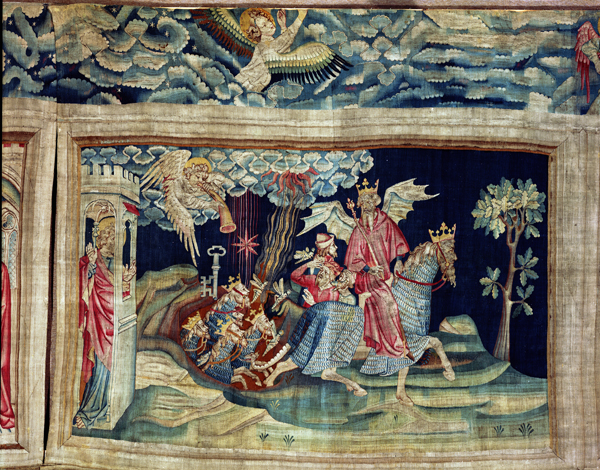
Vijfde bazuin: de sprinkhanen
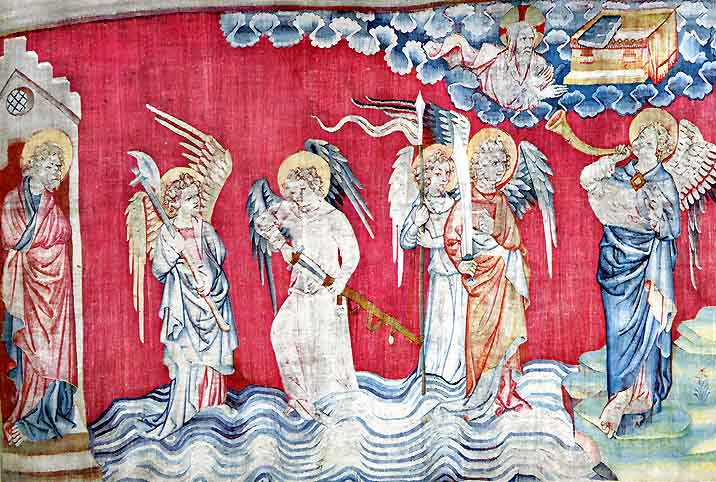
Zesde bazuin: de engelen van de Eufraat
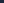
Onderste rij: Eerste bazuin: hagel en vuur (fragment)
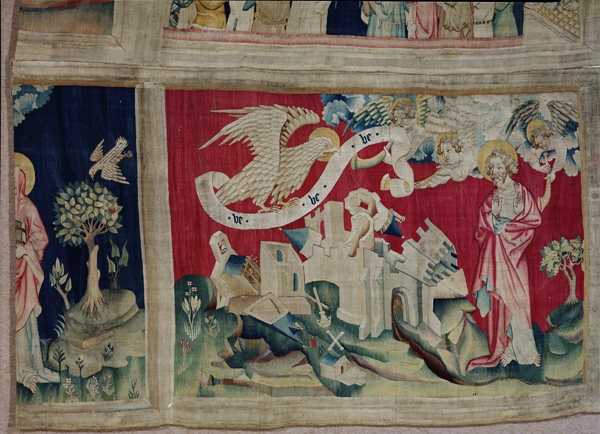
Vierde bazuin: de arend van het onheil
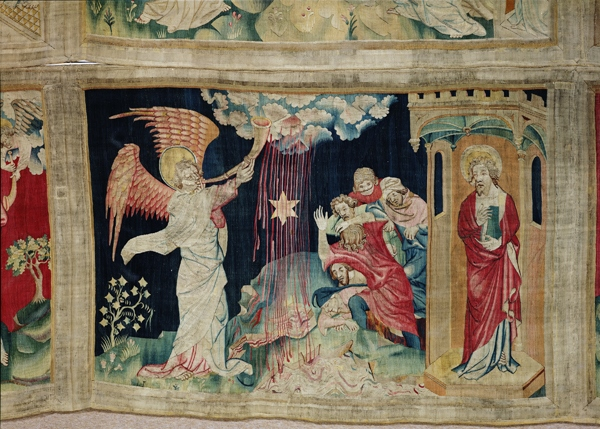
Derde bazuin: de ster Alsem
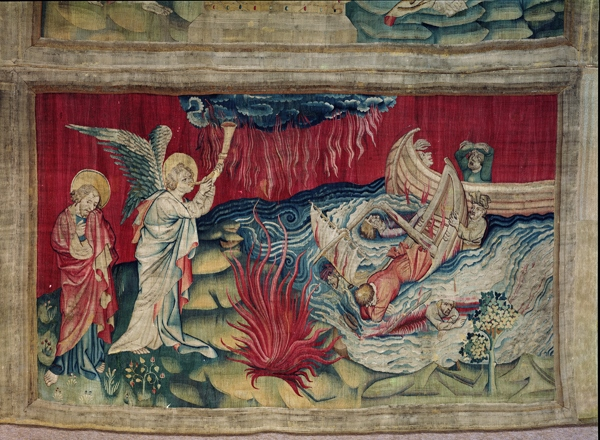
Tweede bazuin: de schipbreuk
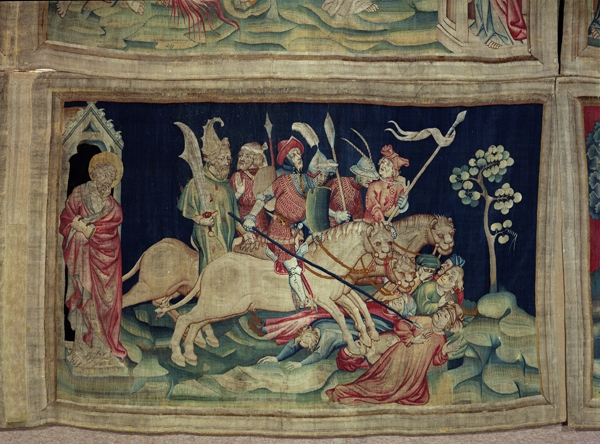
De legerscharen van de ruiterij
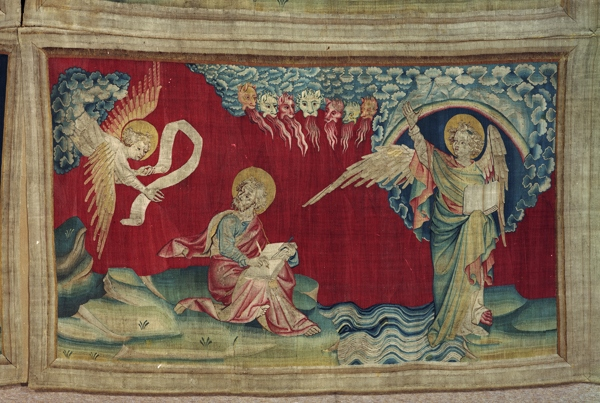
De engel met het boek en de zeven donderslagen
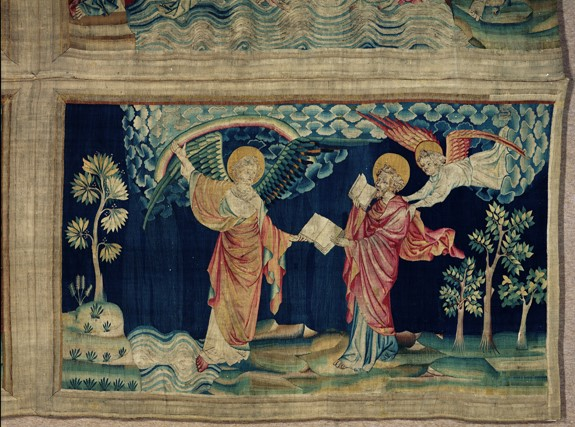
Johannes eet het boek

### Derde tapijt: de draak (Openbaring 11-13)

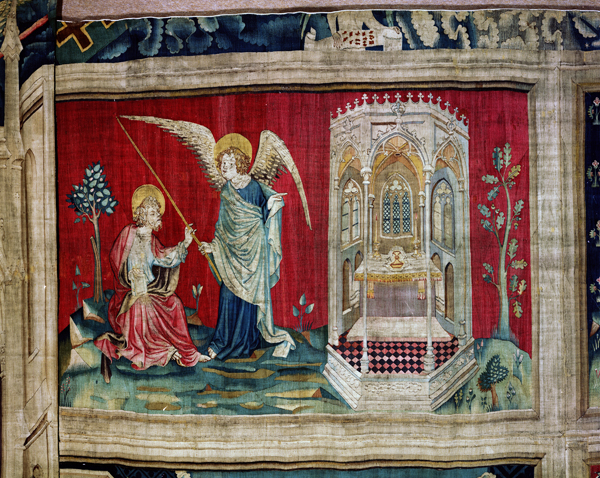
Bovenste rij: Het meten van de tempel
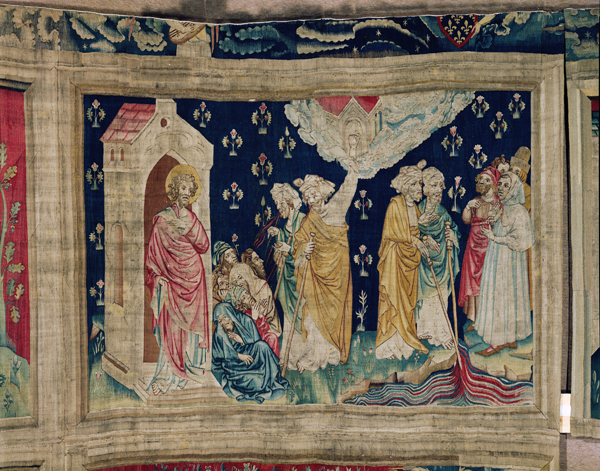
De twee getuigen
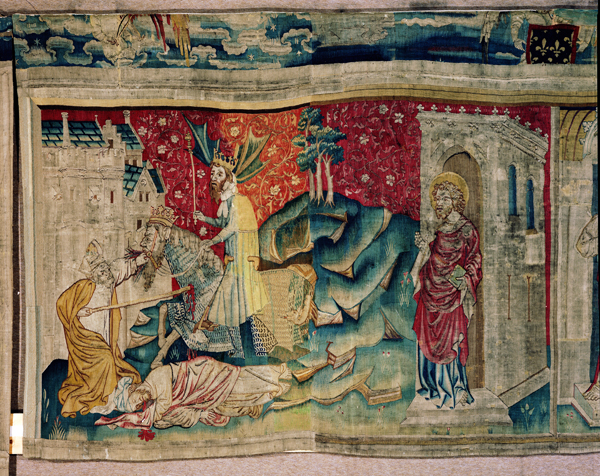
De dood van de twee getuigen
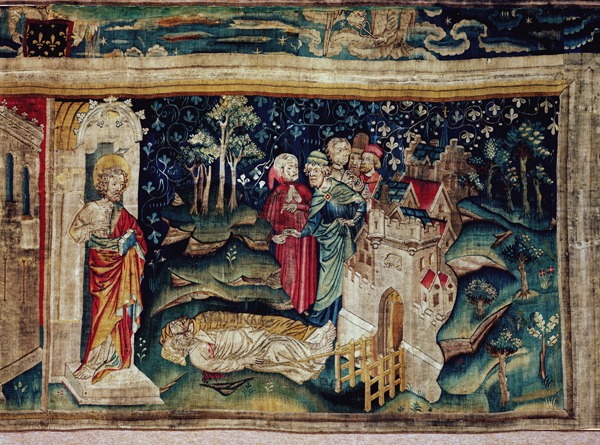
De vreugde van de mensen over hun dood
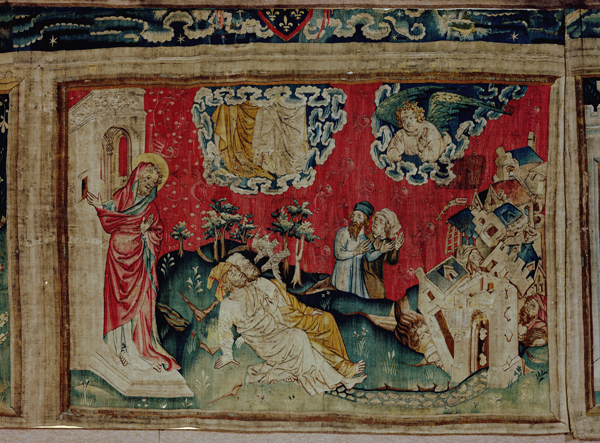
De herrijzenis van de twee getuigen
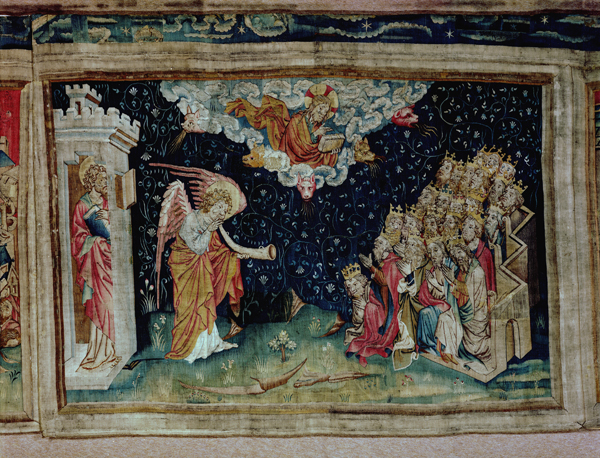
Zevende bazuin: de aankondiging van de overwinning
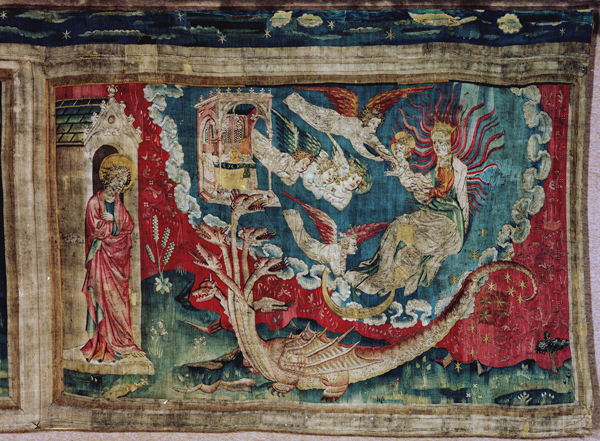
De met de zon beklede vrouw
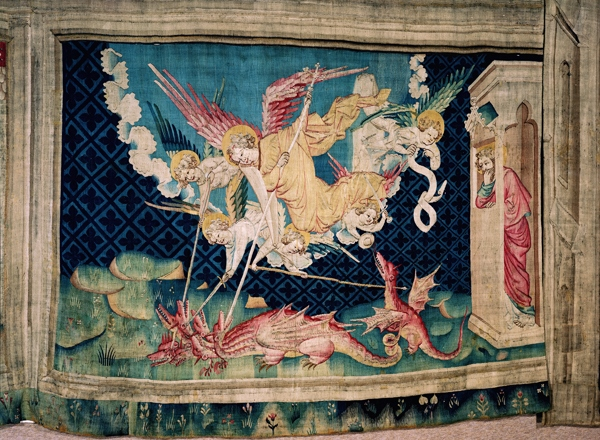
Onderste rij: De aartsengel Michaël overwint de draak (afbeelding van de achterzijde en daarom in spiegelbeeld)
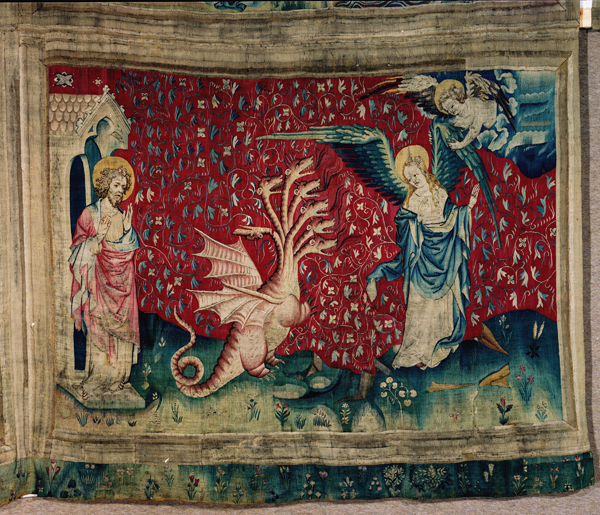
De vrouw krijgt vleugels
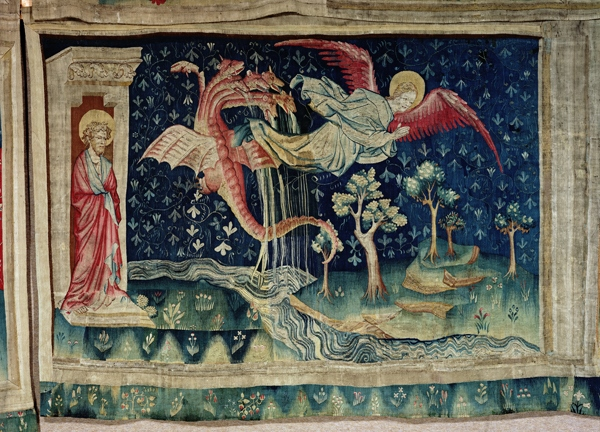
De draak achtervolgt de vrouw
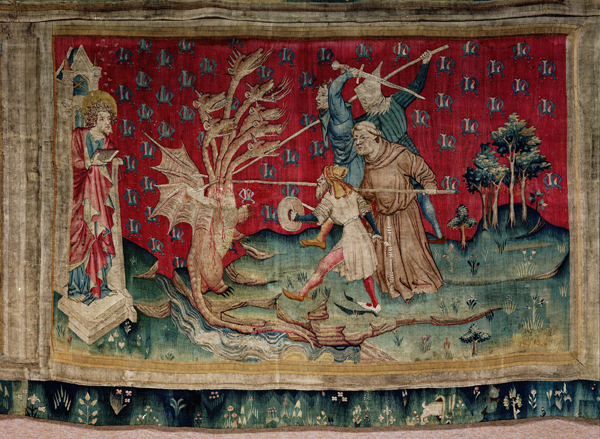
De draak vecht met de dienaren van God
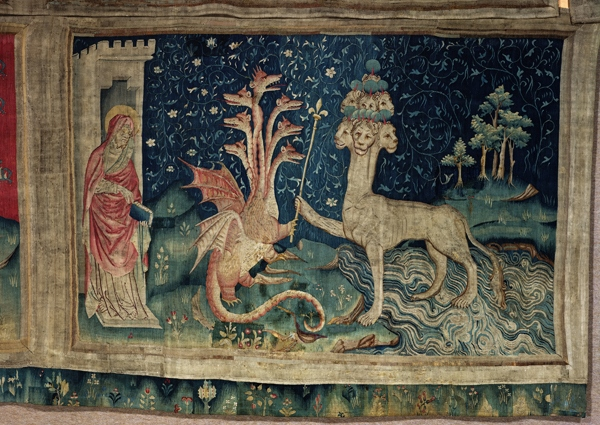
Het beest uit de zee
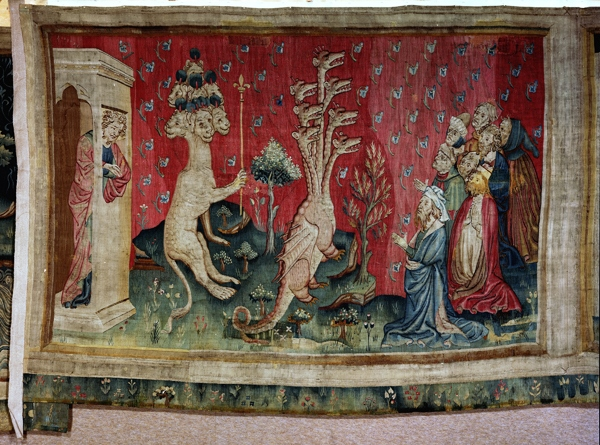
De aanbidding van de draak
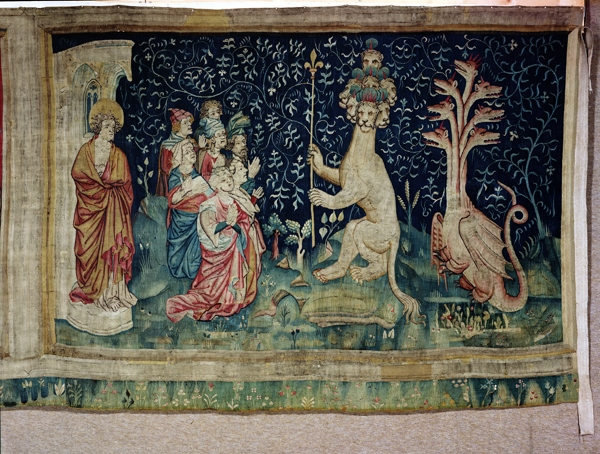
De aanbidding van het beest

### Vierde tapijt: de drie engelen (Openbaring 13-15)

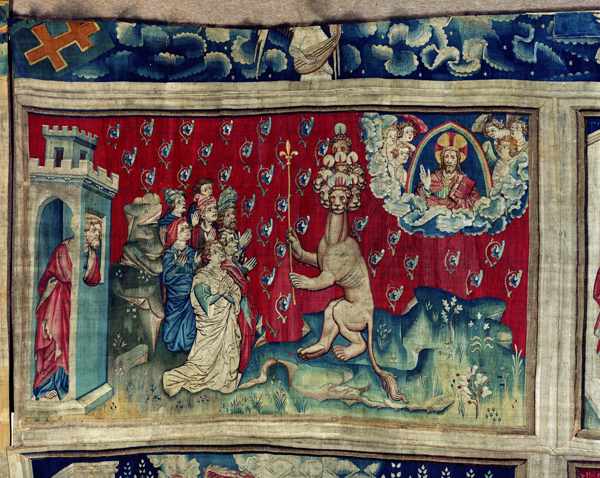
Bovenste rij: Hernieuwde aanbidding van het beest
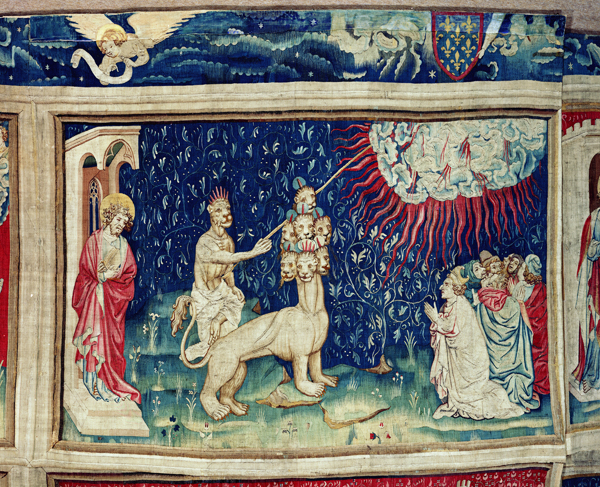
Het beest uit de aarde
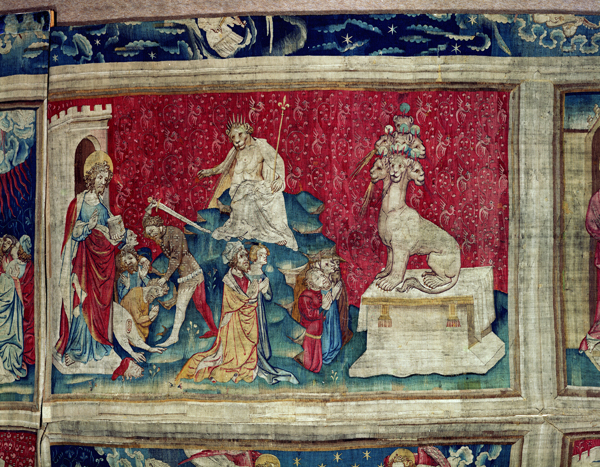
De aanbidding van het beeld van het beest
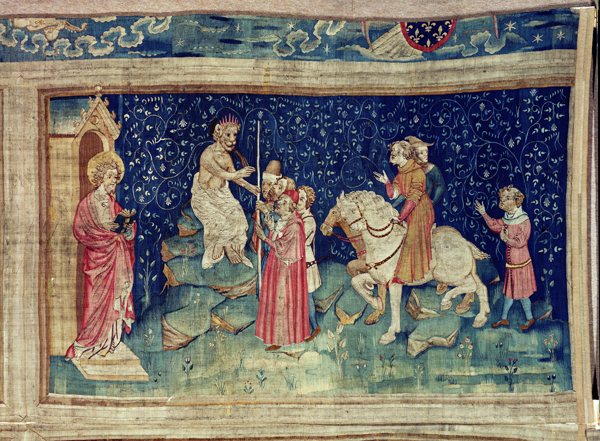
Het getal van het beest
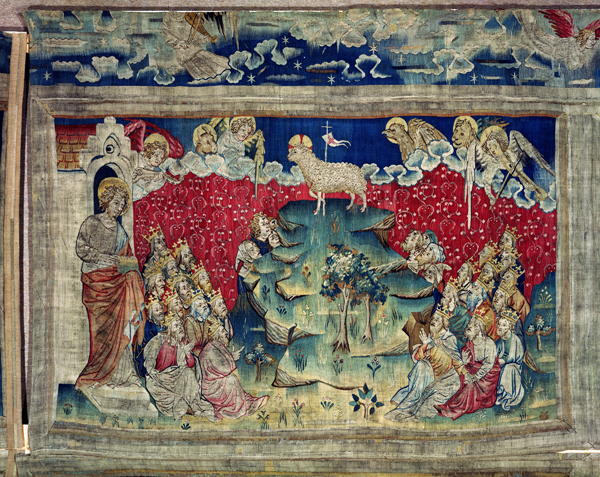
Het Lam op de berg Sion
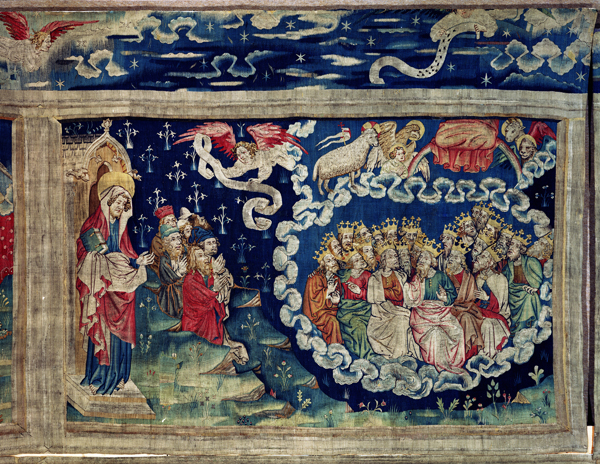
Het nieuwe gezang
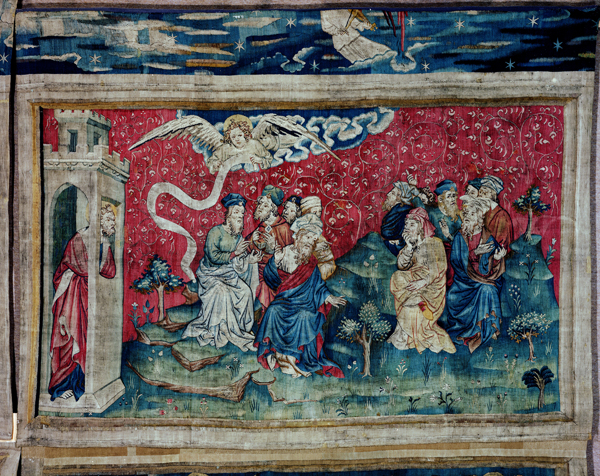
De eerste engel kondigt het oordeel aan
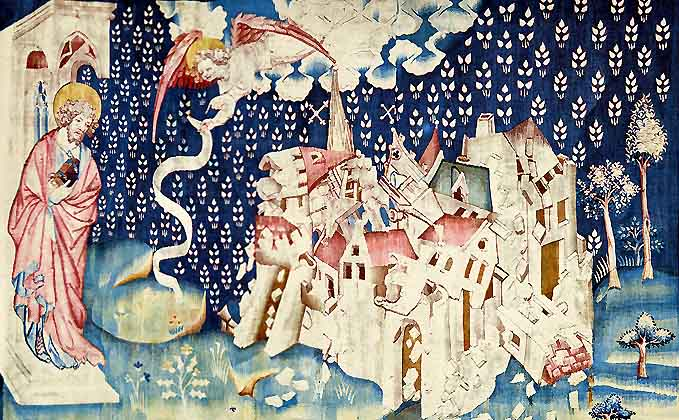
Onderste rij: De tweede engel kondigt de val van Babylon aan
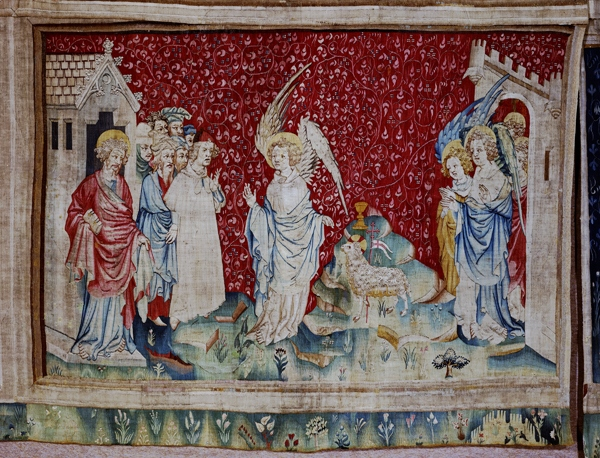
De derde engel met het Lam kondigt de straf van de ongelovigen aan
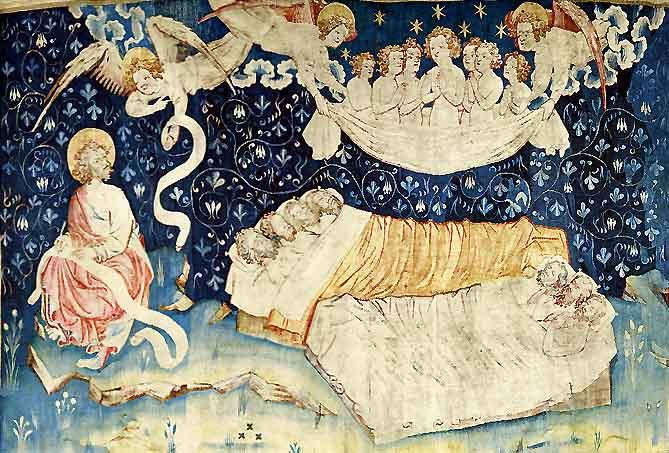
De slaap der rechtvaardigen
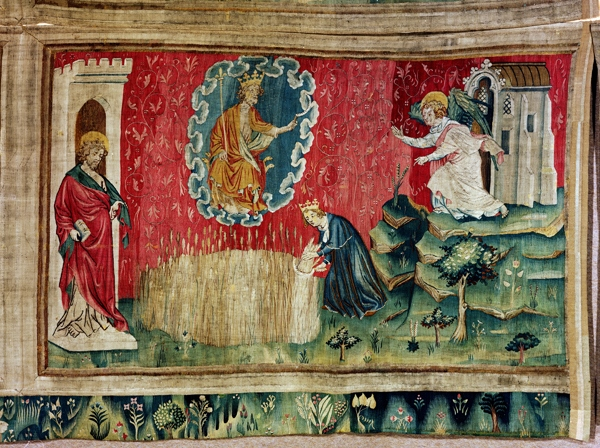
Het maaien van de uitverkorenen
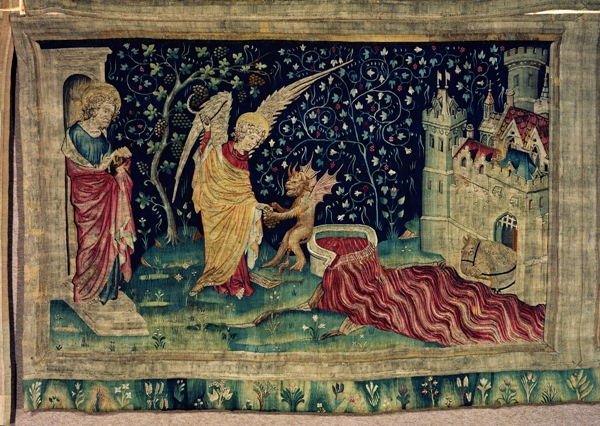
De persbak stroomt over
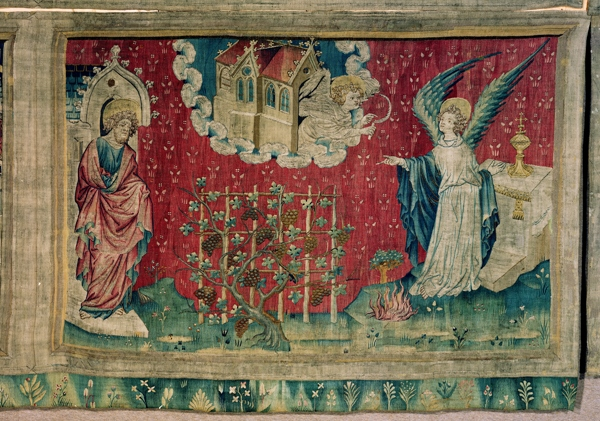
De druivenoogst van de verworpenen
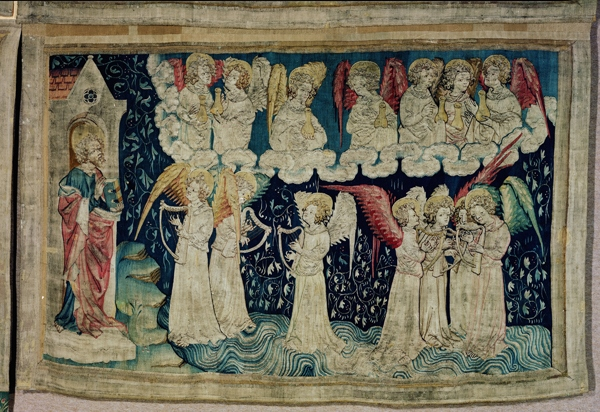
De zeven plagen en de citers van God

### Vijfde tapijt: de zeven schalen (Openbaring 15-19)

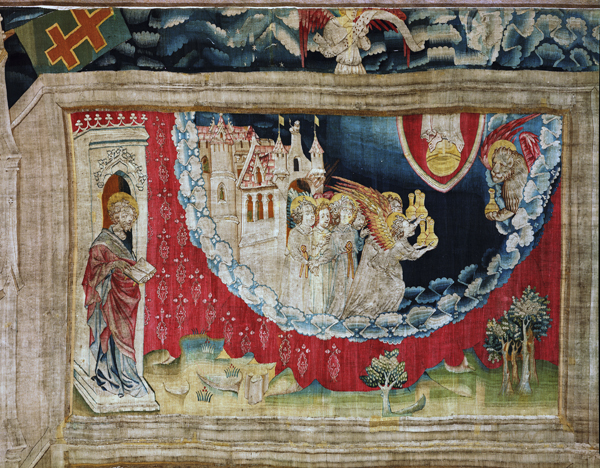
Bovenste rij: De engelen ontvangen de schalen
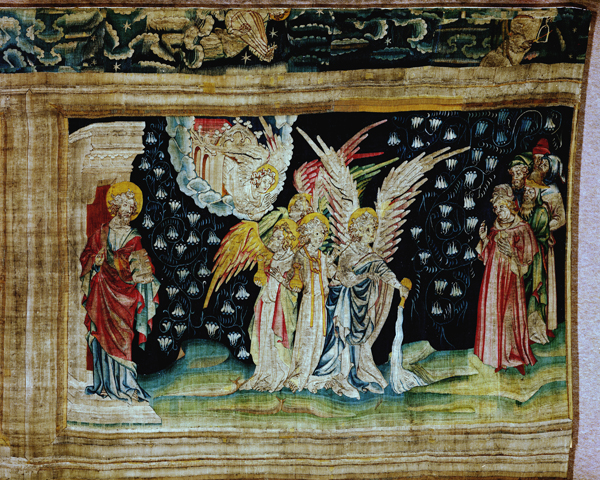
De eerste schaal op de aarde
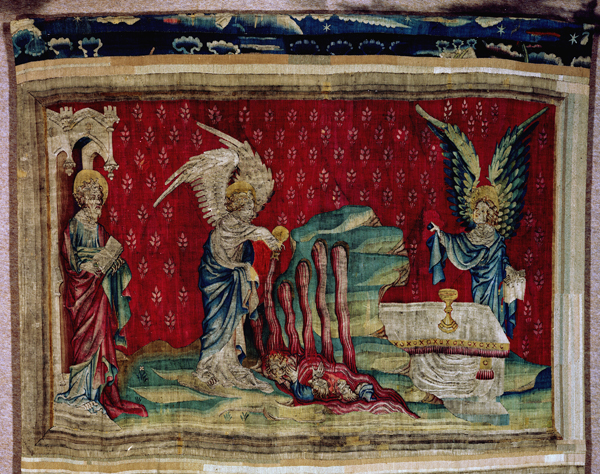
De tweede en derde schaal op de wateren
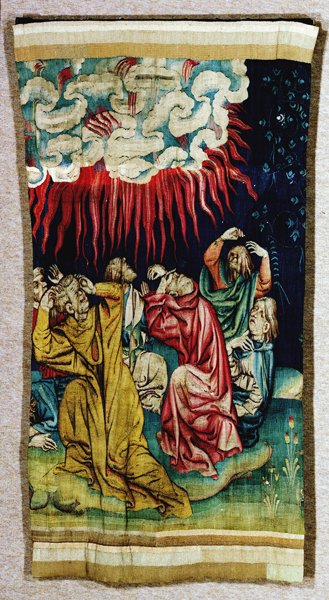
De vierde schaal over de zon (fragment)
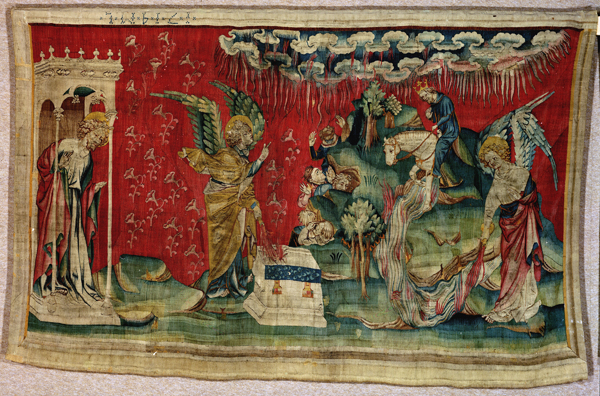
De vijfde en zesde schaal over de troon en de Eufraat
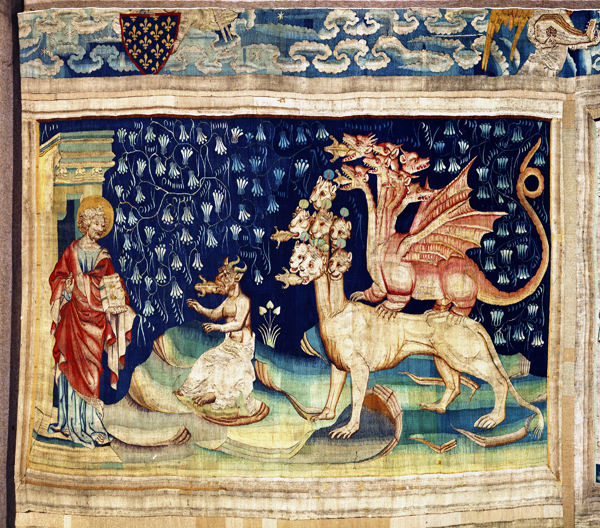
De kikvorsen
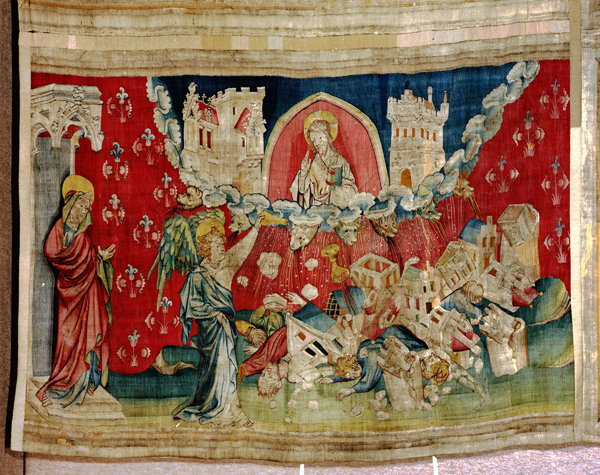
De zevende schaal in de lucht
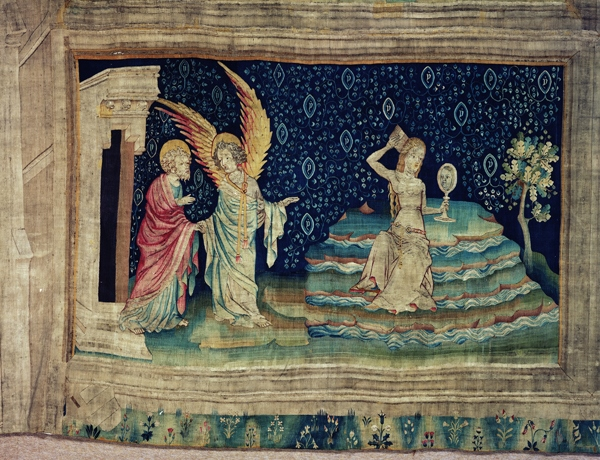
Onderste rij: De grote hoer aan de wateren
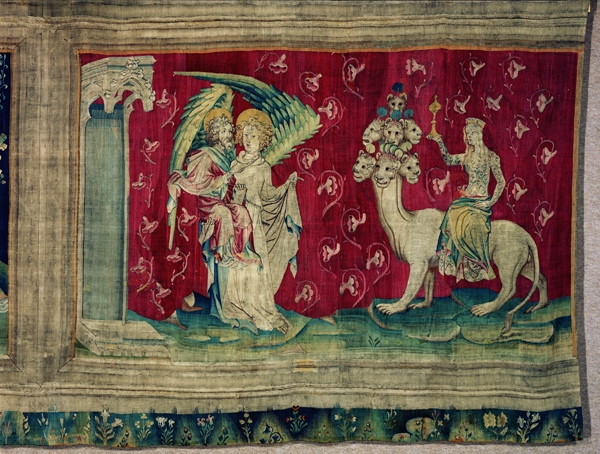
De grote hoer op het beest
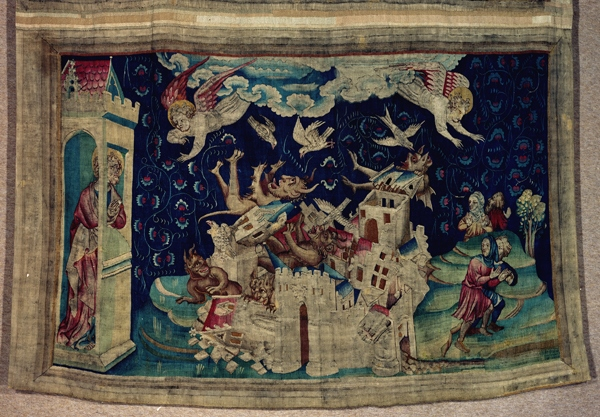
De val van Babylon
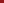
De engel gooit een molensteen in zee.
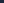
De veroordeling van de grote hoer.
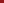
De bruiloft van het Lam
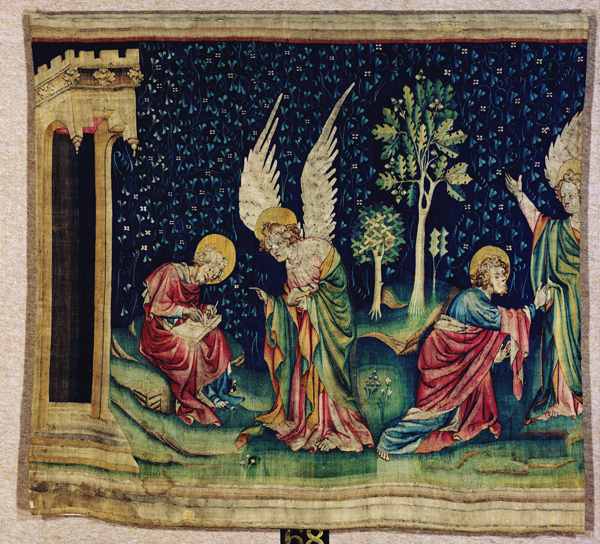
Johannes en de engel (fragment)

### Zesde tapijt: het nieuwe Jeruzalem (Openbaring 19-22)

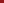
Bovenste rij: Het woord van God en de perskuip van de gramschap van God.
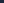
De vogels verslinden de ongelovigen
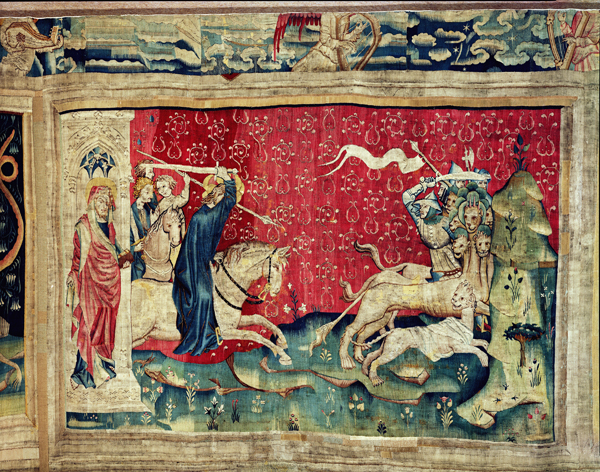
Het woord van God als de zegevierende ruiter op het witte paard valt de beesten aan
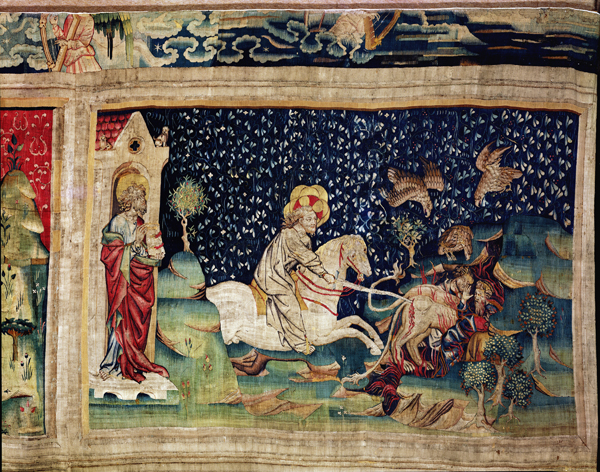
De beesten worden in de vuurpoel geworpen
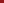
De draak wordt voor duizend jaar geketend
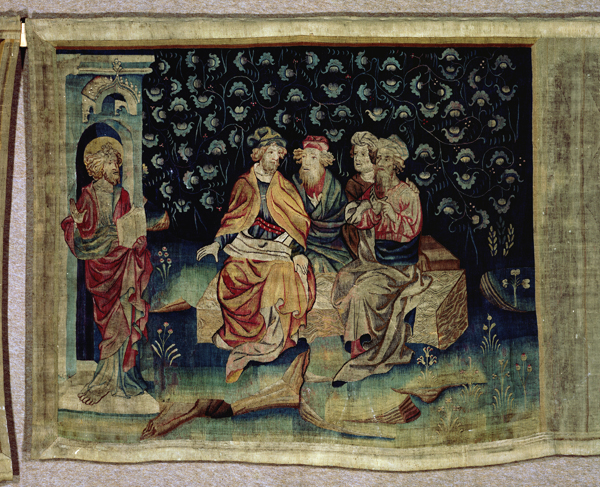
De rechters
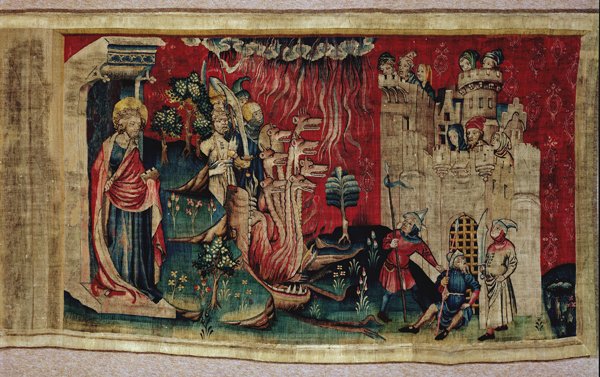
Satan belegert de Heilige Stad
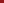
Onderste rij: Satan wordt in de vuurpoel geworpen
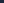
Het laatste oordeel
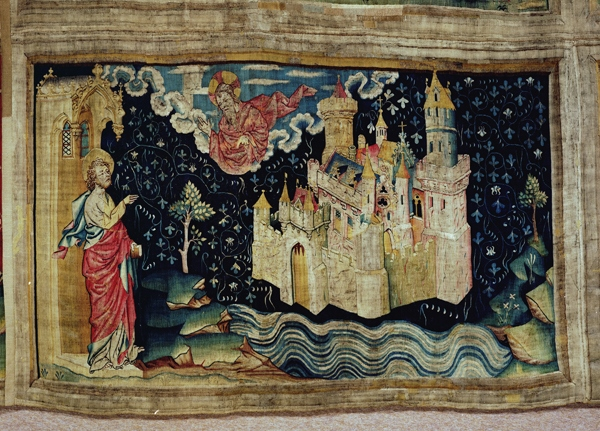
Het nieuwe Jeruzalem
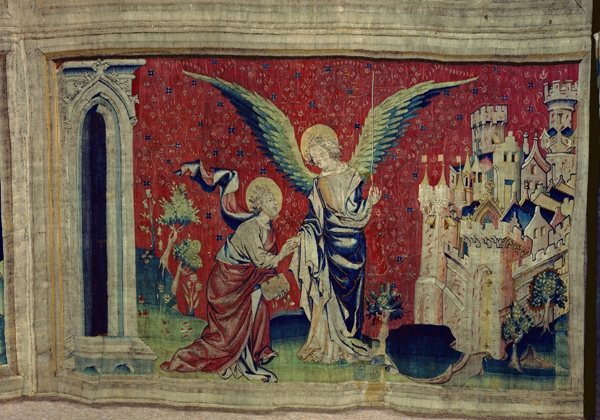
De engel meet het nieuwe Jeruzalem
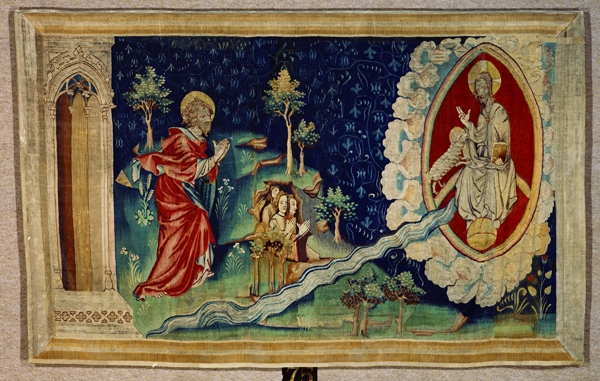
De rivier van het leven stroomt uit de troon van God
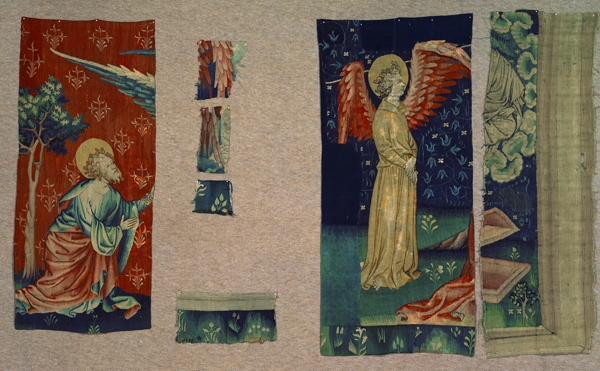
Johannes en de engel (fragmenten links)
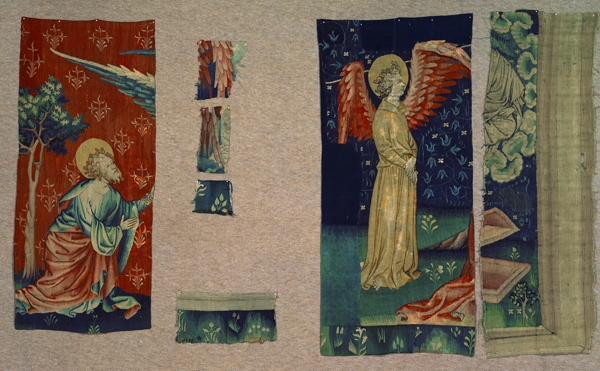
Johannes voor Christus (fragmenten rechts)